# Pfarrkirche Baden-Leesdorf

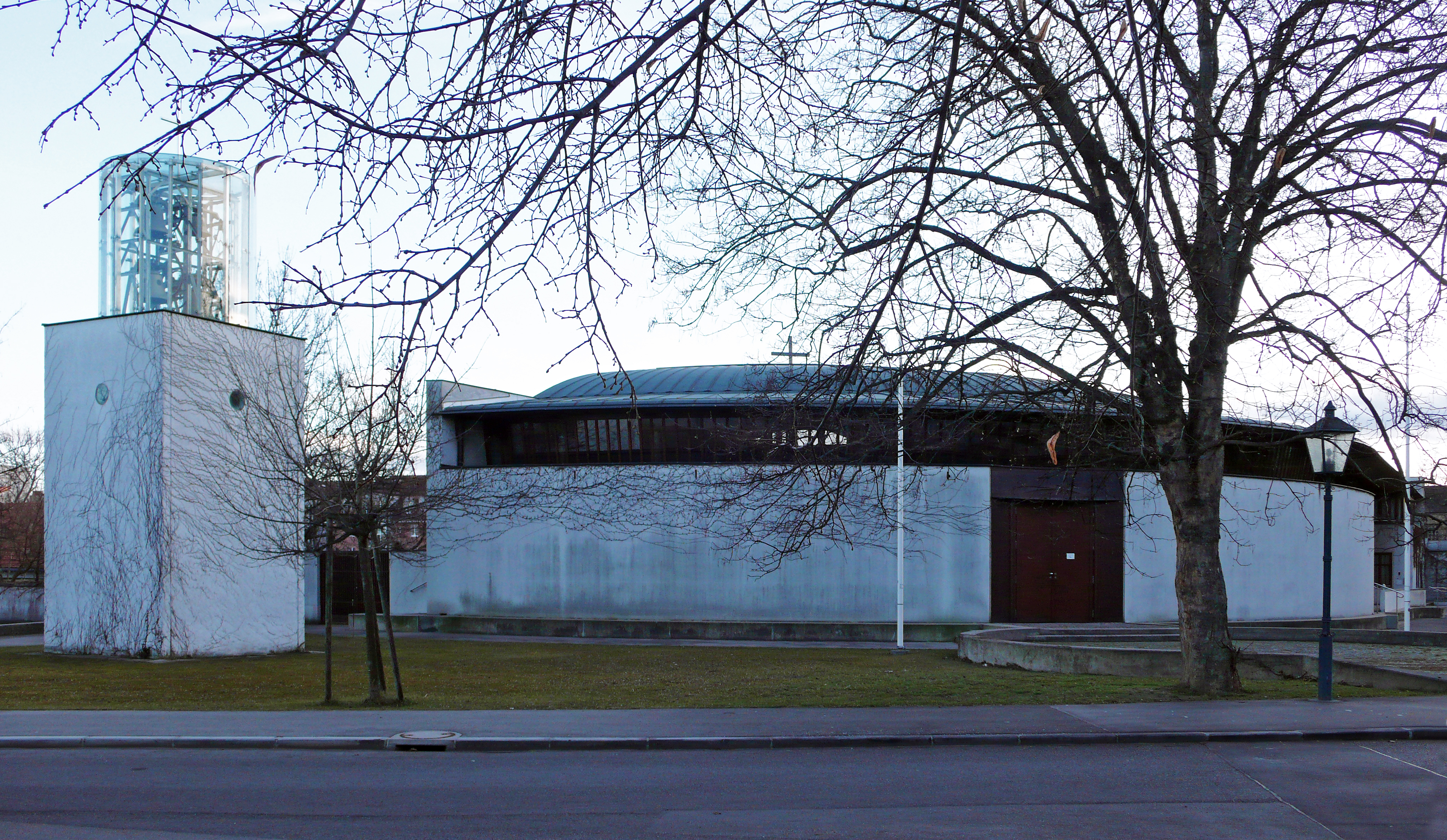
Pfarrkirche hl. Josef in Baden-Leesdorf

Die römisch-katholische Pfarrkirche Baden-Leesdorf steht an der Leesdorfer Hauptstraße in der Stadtgemeinde Baden bei Wien in Niederösterreich. Die Pfarrkirche hl. Josef gehört zum Dekanat Baden in der Erzdiözese Wien. Pfarrkirche und Seelsorgezentrum stehen unter Denkmalschutz.

## Geschichte
Anfangs wurde ein Notkirche in der Waltersdorfer-Straße errichtet und 1932 von Kardinal Friedrich Gustav Piffl geweiht. Die Gottesdienststätte wurde 1939 im Nationalsozialismus beschlagnahmt. Nach dem Krieg wurde in einer Scheune vom Ehepaar Gehrer die Notkirche Leesdorf eingerichtet und am 9. Dezember 1945 vom Kardinal Theodor Innitzer freigegeben. 1973 verkaufte Abt Burkhard Ellegast einen geeigneter Baugrund beim ehemaligen Wirtschaftshof vom Stift Melk in der Leesdofer Hauptstraße. Am 15. Mai 1980 erfolgte der Spatenstich durch Weihbischof Florian Kuntner. Die Grundsteinlegung fand mit Verzögerungen erst am 16. Mai 1985 mit dem Pfarrer der Pfarrkirche Baden-St. Stephan Prälat Josef Musger (1909–2006) statt. Der Kirchenneubau wurde von 1980 bis 1987 nach den Plänen des Architekten Stefan Bukovac errichtet. Am 27. September 1987 wurde mit Kardinal Franz König die Kirche auf Josef, zum 19. März, dem Hochfest des Bräutigams der Gottesmutter, geweiht. Bei der Einweihung des Pfarrzentrums durch Weihbischof Kurt Krenn am 20. Jänner 1990 wurde die Kirche zur Pfarrkirche erhoben.
Anfangs war die Überlegung, dass die Kirche auf den in Baden geborenen Anton Maria Schwartz geweiht wird und der Orden der Kalasantiner die Pfarre übernimmt. Erst am 21. Juni 1998 wurde vom Papst Johannes Paul II. in Wien Anton Maria Schwartz seliggesprochen. Daraufhin wurde am 21. März 2000 eine Reliquie von Pater Anton Maria Schwartz durch Generalsuperior Pater Peter Lier COp von den Kalasantinern in den Volksaltar eingesetzt.

## Architektur
Der niedrige Kirchenbau über einem viertelkreisförmigen Grundriss mit einem zweigeschoßigen Seelsorgezentrum mit einer Werktagskapelle hat ein einheitliches Dach als Segmentbogentonne. Im Nordosten steht ein frei stehender kompakter quadratischer Glockenturm aus 1992. Die Kirche zeigt sich mit kompakt geschlossenen Wandbereichen und zeigt darüber eine abgesetzte quasi frei schwebende Dachkonstruktion aus zwei flachen einander überschneidenden Segmentbogentonnen über einem Lichtband.
Der Saalraum wirkt als weiter heller Raum mit offener Dachkonstruktion auf Leimbindern auf Säulen bzw. auf Säulenpaaren aus Holz, welche im Bogenbereich einen Umgang bilden.

## Ausstattung
Der Volksaltar, der Ambo und der Tabernakel sind aus der Bauzeit. Die Kreuzwegbilder schuf Ute Brunner (1987). Ein Ikone schuf Anton Wollinek in der Bauzeit. Es gibt eine Kopie der Gnadenbildes Maria Pötsch aus dem 19. Jahrhundert. In der Werktagskapelle sind drei Bilder Kreuzigung von Jerzy Duda-Gracz (1988). Die Orgel (27/II/P) schuf 2020 Drago Lukman (Slowenien).

## Auszeichnungen
- Österreichischer Bauherrenpreis 1989